# 91Y busz (Debrecen)
A debreceni 91Y jelzésű éjszakai autóbusz a Nagyállomás és a Pósa utca között közlekedik, kizárólag egy irányban. Útvonala során érinti a Borzán Gáspár utcát, a Vámospércsi utat, újra a Nagyállomást, majd a belvárost, és a Jégcsarnokot.

## Története
A vonalat 2018. július 6-án indítják el kísérleti jelleggel öt nyári hétvégén a korábbi szolgálati járatok meghirdetésével. Július 21-én és 22-én, a Campus Fesztivál ideje alatt nem közlekedik, ekkor „C” jelzésű éjszakai járatok vehetőek igénybe. Július 27. és augusztus 11. között csak a Pósa utcáig közlekedett és a Csokonai Színházat érintette a Kölcsey Központ helyett. 2018. november 1-jétől minden nap közlekedik, éjszakánként egy indulással.

## Útvonala
| Nagyállomás → Barackos utca → Bayk András utca → Vámospércsi út → Attila tér → Nagyállomás → Vincellér utca → Pósa utca |
| --- |
| Nagyállomás vá. – Petőfi tér – Mikepércsi út – Szabó Kálmán utca – Gizella utca – Diószegi út – forduló – Diószegi út – Lahner utca – Létai út – forduló – Létai út – Vámospércsi út – forduló – Vámospércsi út – Veres Péter utca – Acsádi út – Sámsoni út – Mátyás király utca – Kincseshegy utca – Huszár Gál utca – Ótemető utca – Víztorony utca – Aradi utca – Faraktár utca – Hajnal utca – Attila tér – Wesselényi utca – Petőfi tér – Nagyállomás – Erzsébet utca – Szoboszlói út – István út – Vincellér utca – Derék utca – Kishegyesi út – Pósa utca – Pósa utca vá. |

## Megállóhelyei
Az átszállási kapcsolatok között csak az 1 órán belül elérhető járatok vannak feltüntetve.
| 0  | Nagyállomás végállomás          |                                                   |
| 1  | Petőfi Sándor Általános Iskola  |                                                   |
| 1  | Madách tér                      |                                                   |
| 2  | Hegyi Mihályné utca             |                                                   |
| 3  | Borzán Gáspár utca              | 30                                                |
| 5  | Diószegi út                     | 30                                                |
| 5  | Kisbánya utca                   | 30                                                |
| 6  | Kondorosi híd                   | 30                                                |
| 7  | Csárda utca                     | 30                                                |
| 7  | Biczókert utca                  | 30                                                |
| 8  | Páfrány utca                    | 30                                                |
| 10 | Barackos utca                   | 30                                                |
| 10 | Fóliás utca                     | 30                                                |
| 11 | Biczókert utca                  | 30                                                |
| 11 | Csárda utca                     | 30                                                |
| 12 | Kondorosi híd                   | 30                                                |
| 13 | Kisbánya utca                   | 30                                                |
| 14 | Lahner utca                     |                                                   |
| 15 | Lahner utca 53.                 |                                                   |
| 16 | Irányi Dániel utca              |                                                   |
| 17 | Fiákeres utca                   |                                                   |
| 18 | Bayk András utca                |                                                   |
| 18 | Fiákeres utca                   |                                                   |
| 19 | Vadliba utca                    |                                                   |
| 20 | Keresztesi utca                 |                                                   |
| 20 | Sólyom utca                     | 25, 37                                            |
| 21 | Regionális Képző Központ        | 25, 37                                            |
| 22 | Hármashegy utca                 | 37                                                |
| 22 | Kérész utca                     | 37                                                |
| 23 | Vámospércsi út                  | 37                                                |
| 23 | Kérész utca                     | 37                                                |
| 24 | Hármashegy utca                 | 37                                                |
| 25 | Regionális Képző Központ        | 25, 37                                            |
| 25 | Hold utca                       | 25                                                |
| 28 | Veres Péter utca                | 25                                                |
| 29 | Vay Ádám utca                   | 25                                                |
| 29 | Juhász Géza utca                | 25                                                |
| 30 | Skalnitzky Antal utca           | 25                                                |
| 31 | Acsádi út                       | 25                                                |
| 31 | Tizedes utca                    | 19, 23, 25                                        |
| 32 | Budai Nagy Antal utca           | 19, 23, 25                                        |
| 32 | Zrínyi utca                     | 19, 23                                            |
| 33 | Jánosi utca                     | 19                                                |
| 34 | Bálint pap utca                 | 19                                                |
| 35 | Kincseshegy utca                | 19                                                |
| 35 | Keresszegi utca                 | 19                                                |
| 36 | Brassai Sámuel Szakközépiskola  | 4, 5A                                             |
| 38 | Dobozi lakótelep                | 4, 5A                                             |
| 39 | Hajnal utca                     | 4, 5A 25, 25Y, 37, 41                             |
| 40 | Wesselényi utca                 | 5A 30, 37                                         |
| 45 | Nagyállomás                     | 1, 2 5A 18, 18Y, 30, 37, 42, 44, 46E, 47, 48, 146 |
| 45 | MÁV-rendelő                     | 5A 30, 42, 146                                    |
| 46 | Szoboszlai úti Általános Iskola | 19                                                |
| 47 | Szoboszlai út                   | 19, 39                                            |
| 47 | Ohat utca                       | 19, 39                                            |
| 48 | Tócóskert tér                   | 19, 22, 30, 41                                    |
| 49 | Vincellér utca                  | 12, 19, 22, 24Y, 25, 25Y, 30, 41                  |
| 49 | Sárvári Pál utca                | 12, 24Y, 25, 25Y, 30                              |
| 50 | Holló László sétány             | 12, 24Y, 25, 25Y, 30                              |
| 51 | Építők útja                     | 17, 42, 146                                       |
| 52 | Tegez utca                      | 17, 42                                            |
| 52 | Pósa utca végállomás            | 17, 42, 43, 46E, 146                              |